# Payrin-Augmontel
 Payrin-Augmontel  es una población y comuna francesa, ubicada en la región de Mediodía-Pirineos, departamento de Tarn, en el distrito de Castres y cantón de Mazamet-Nord-Est.

## Demografía
| 1126 | 1208 | 1452 | 1752 | 2028 | 2002 |
| Para los censos de 1962 a 1999 la población legal corresponde a la población sin duplicidades (Fuente: INSEE [Consultar]) |      |      |      |      |      |